# Macropraonetha pterolophioides
Macropraonetha pterolophioides är en skalbaggsart som först beskrevs av J. Linsley Gressitt 1942.  Macropraonetha pterolophioides ingår i släktet Macropraonetha och familjen långhorningar. Inga underarter finns listade i Catalogue of Life.